# Filibuster
En filibuster er en politisk procedure, hvor et eller flere parlamentsmedlemmer debatterer (typisk i form af en meget lang tale) over et givet lovforslag, med det formål for øje at forsinke eller helt forhindre, at der træffes en beslutning om det pågældende forslag. Det omtales undertiden som at "tale et lovforslag til døden" og er karakteriseret som en form for obstruktion i den lovgivende magt eller et andet beslutningsorgan. Oftest anvendes udtrykket "politisk stonewalling" (på dansk også: "blokeringspolitik") som synonym for at filibuster. 
Da det oftest er en forudsætning for en vellykket filibuster, at man taler i ekstremt lang tid, ses det oftest, at taleren – efter at have udtømt det oprindelige emne – begynder at fravige fra dette og taler om andre ting, der ikke direkte er relateret til emnet. Man har derfor eksempelvis set, at talere er begyndt at gengive andre personers taler, anden lovgivning eller sågar begyndt at læse op fra koge- og telefonbøger i et forsøg på trække tiden ud.
Denne form for politisk obstruktion kendes historisk fra blandt andet antikkens Rom, hvor det bl.a. vides, at Cato den Yngre gjorde brug af denne taktik i et forsøg på at forhindre sine politiske modstandere i at få gennemført deres politik. i dag anvendes filibusteraktiviteter i tilbagevendende omfang i flere forskellige lande såsom USA, Canada, Storbritannien og Frankrig – men fænomenet er dog ikke ukendt i blokpolitik, med to eller flere meget store blokke, der står stejlt over for hinanden. 
I dag kendes filibusters dog særligt i Senatet i USA, hvor forretningsordenen ikke tillader, at man tager ordet fra en senator, der taler. Den længste tale i det amerikanske Senat blev holdt af Cory Booker d. 1. april 2025 og varede 25 timer og 5 minutter, hvilket overgik den tidligere rekord fra Strom Thurmonds filibuster af borgerrettighedslovgivning fra 1957, der "kun" varede i 24 timer og 18 minuter. I henhold til nogle var Bookers tale "ikke teknisk set en filibuster", da den ikke havde til formål at forhindre et stykke lovgivning i at blive vedtaget. Thurmonds filibuster-tale fra 1957 havde derimod til formål at forhindre vedtagelsen af borgerrettighedslovgivningen, hvilket dog ikke lykkes, da forslaget blev vedtaget til trods for Thurmonds filibusteren.

## Etymologi
Udtrykket "filibuster" kommer fra engelsk. Det stammer dog oprindeligt fra det hollandske "vrijbuiter" ("fribytter", eller en plyndrende eventyrer), men den præcise historie om ordets lån ind til det engelsk sprog er uklar. Oxford English Dictionary finder den eneste kendte brug i tidlig moderne engelsk i en bog fra 1587, der beskriver "flibutors", som røvede forsyningstransporter. I slutningen af det 18. århundrede blev udtrykket genlånt til engelsk fra dets franske form, "flibustier", en form der blev brugt indtil midten af det 19. århundrede.
Den moderne engelske form "filibuster" blev lånt i begyndelsen af 1850'erne fra det spanske "filibustero" (lovløs plyndrer). Udtrykket blev brugt om private amerikanske militære eventyrere – fortrinsvis folk fra de sydlige stater – såsom William Walker, der dengang angreb og plyndrede spanske kolonier i Centralamerika. Spanien mistede alt sit centralamerikanske territorium i 1821. Ordets betydning blev derefter overført til det politiske: Analogien blev, at ligesom disse militære eventyrere kaprede skibe eller lande, kaprede senatorer debatten i Kongressen for at forhindre lovgivning. Formålet var således netop at forlænge debatten (for at løbe tiden ud), sabotere processen eller "kapre" dagsordenen, så en afstemning ikke kunne finde sted. I løbet af midten til slutningen af det 19. århundrede blev udtrykket "filibustering" således almindeligt i amerikansk engelsk i betydningen "at obstruere fremgang i en lovgivende forsamling".

## Antikkens Rom
Filibuster, som en politisk taktik, er ikke en moderne opfindelse. Allerede i antikkens Rom var der politikere, der anvendte marathon-taler, som en taktik til forhindre lovgivning i at blive vedtaget. Således beklager bl.a. Julius Cæsar i sin Commentarii de Bello Civili sig over, at hans ærkefjende – Cato den Yngre – talte hele dagen i Senatet i et forsøg på at forhindre specifikt politik i at blive vedtaget. Alle sager i Senatet i Rom skulle dengang afsluttet inden solnedgang, hvorfor Cato ganske enkelt kunne tale indtil solnedgang og på denne måde forhindre et givet lovforslag i at blive vedtaget.

## Filibuster i USA
Filibuster kendes i dag særligt fra Senatet i den amerikanske kongres, men har også tidligere været anvendt i kongressens andet kammer, Repræsentanternes Hus. De to kamre har dog i dag forskellige forretningsordener på området, hvorfor det i dag kun er muligt at filibuster lovforslag i Senatet.
Den forretningsorden, som omhandler brugen af filibusters i Senatet, har dog løbende ændret sig, omend den stadig den dag i dag er meget omdiskuteret. Således er der flere amerikanske politikere som fortaler, at man helt afskaffer muligheden for at filibuster lovforslag i Senatet – heriblandt flere fremtrædende politikere såsom Barack Obama, Elizabeth Warren og Bernie Sanders – da disse mener, at filibusteren anvendes af et mindretal til at blokere væsentlig lovgivning. Fortalere af filibusteren påpeger omvendt, at en begrænsning af den politiske debat vil afstedkomme at nogle synspunkter ikke bliver hørt, ligesom muligheden for at filibuster også fungerer som mindretalsbeskyttelse. Sidstnævnte argument i forhold til mindretalsbeskyttelse skal ses i lyset af den amerikanske forfatning og den dertilhørende forståelse af føderalisme, hvor mindre delstater var bekymret for at blive pålagt lovgivning, som var diktereret af et snævert flertal af større og mere folkerige delstater. Således fortaler disse, at føderallovgivning vedtages med et bredere flertal (kvalificeret flertal) end fx delstatslig-/lokallovgivning.

### Repræsentanternes Hus
I Repræsentanternes Hus var filibusteren (retten til ubegrænset debat) anvendt frem til 1842, hvor en permanent regelændring til forretningsordenen gjorde, at varigheden på debatten blev indskrænket. I den efterfølgende periode blev en anden politisk taktik, benævnt "disappearing quorum", anvendt til at obstruere og forhindre vedtagelsen af lovforslag i Repræsentanternes Hus. Ved at være fysisk tilstede men forblive tavse, når de enkelte medlemmernes navne blev kaldt i forbindelse stemmeafgivelse, kunne medlemmer forhindre et lovforslag i at blive vedtaget. I 1890 blev muligheden for gøre brug af denne taktik dog elimineret af den daværende speaker Thomas Brackett Reed.
De meget tidlige regelændringer til Repræsentanternes Hus' forretningsorden, skal ses i lyset af, at antallet af medlemmer i Repræsentanternes Hus steg meget hurtigere end antallet af senatorer i Senatet. Således har Repræsentanternes Hus af praktiske årsager set sig nødsaget til tidligere at ændre forretningsordenen for på denne måde at sikre, at de forskellige debatter kunne kontrolleres og begrænse evt. forsinkelser. Endvidere skal det bemærkes, at der er nogle, der argumenterer for, at det forfatningsmæssigt giver god mening, at Senatet har muligheden for at filibuster, mens Repræsentanternes Hus ikke har samme mulighed. Dette skal ses i lyset af, at Repræsentanternes Hus i henhold til forfatningen repræsenterer det amerikanske folk, mens Senatet repræsenterer de enkelte delstater. Intentionen med Senatet var endvidere, at dette skulle være det "overvejende" kammer, hvorfor senatorer bl.a. også forfatningsmæssigt er valgt til 6-årige valgperiode, fremfor de 2-årige valgperiode i Repræsentanternes Hus.
Den 7. februar 2018 satte den demokratiske mindretalsleder Nancy Pelosi en ny rekord for længste tale i Repræsentanternes Hus på 8 timer og 7 minutter. Her udnyttede hun, at mindretalslederen i Repræsentanternes Hus har ret til at tale på ubestemt tid uden at blive afbrudt. Talen omhandlede immigrations-politikken Deferred Action for Childhood Arrivals (DACA), som Nancy Pelosi ønskede at udtrykke støtte for.

### Senatet
Indtil 1917 fandtes der ingen regler for, hvor længe den enkelte senator måtte tale i Senatet. Imidlertid indførte man i Senatet en forordning om, at trefemtedele af Senatets medlemmer kan stemme om, at få afbrudt en debat. Imidlertid skal en anmodning om en sådan afstemning indgives to dage før afstemningen kan finde sted, og i tilfælde af at forslaget bliver vedtaget, kan debatten altid fortsætte yderligere 30 timer (hvilket er længere end den hidtil præsterede filibuster i Senatet). En filibuster er således forsat et effektivt redskab i Senatet til at vinde tid i forbindelse med et lovforslag.
Fra 1917 til 1949 gjaldt der en regel om, at debatten kunne afsluttes med totredjedeles flertal af de afgivne stemmer. I 1959 blev reglen imidlertid skærpet, så det kun var 2/3 af samtlige senatorer, der kunne beslutte dette. Siden gik man tilbage til den oprindelige regel for endelig i 1975 at indføre den nuværende 3/5dels regel. Med de nuværende 100 senatorer i Senatet betyder det, at der skal være mindst 60 stemmer for, før man kan afbryde en filibuster.
Teoretisk kunne Senatet ændre den generelle taletid gennem en ændring af forretningsordenen, men det er imidlertid ikke aktuelt. Begge partier i Senatet har i forskellige sammenhænge benyttet filibuster som strategi, og den ubegrænsede debatret anses som en del af Senatets væsen. Det hænger sammen med, at i forbindelse med forfatningen blev Senatet etableret som et modstykke til Repræsentanternes Hus, hvor lovforslagene drøftes og afstemmes efter noget mere regulerede forhold. Den amerikanske kongres arbejder efter et såkaldt checks-and-balances-princip, hvor Senatet har en særlig rolle i at sikre, at lovgivning samt præsidentens embedsførelse sker i overensstemmelse med forfatningens grundprincipper. Derfor anser man også en grundig debat af lovene som en ret og forpligtelse for Senatet. Derfor accepteres det også, at Senatet kan have en længere beslutningsproces, og filibuster anses som et vigtigt led i sikring af forfatningskonformiteten.
Da Senatet under en filibuster ikke kan behandle andre spørgsmål, og da en filibuster er opslidende for alle parter, forsøger man at undgå overhovedet at sætte forslag på dagsordenen, hvor mindst 41 senatorer truer med en filibuster. Derfor kommer det sjældent til en filibuster i Senatet.
Den første filibuster i Senatet skete i 1841 da Whig-parti havde flertal i såvel Repræsentanternes Hus og Senatet. I forbindelse med behandlingen af et lovforslag om en reform af bankvæsenet benyttede demokraterne sig for første gang af muligheden for ubegrænset taletid. Filibusteren varede fra 18. februar til 11. marts, men det lykkedes ikke demokraterne at forhindre lovvedtagelsen.
Længste taler
Den længste tale i det amerikanske Senat blev holdt af Cory Booker d. 1. april 2025 og varede 25 timer og 5 minutter, hvilket overgik den tidligere rekord på 24 timer og 18 minutter, som var en tale, der blev holdt af senator Strom Thurmond fra South Carolina den 28. og 29. september 1957. I henhold til nogle var Bookers tale "ikke teknisk set en filibuster", da den ikke havde til formål at forhindre et stykke lovgivning i at blive vedtaget. Thurmonds tale havde derimod til formål at forhindre borgerrettighedslovgivning, som blandt andet skulle lette afroamerikanernes valgdeltagelse, i at blive vedtaget.
Thurmond citerede i sin tale blandt andet USA's uafhængighedserklæring, Bill of Rights og valglovene i samtlige delstater. I talen omtalte han sågar en kageopskrifter fra hans bedstemor. Thurmond havde på forhånd gjort opmærksom på sin filibuster, og han havde forberedt sig godt. Således havde han været i sauna inden talen for at undgå at skulle på toilettet. Skulle det imidlertid ske, stod en medarbejder klar i et rum ved siden med en spand, så han kunne forrette sin nødtørft fortsat med det ene ben i Senatet. Også senatskollegaerne havde forberedt sig og havde taget tæpper med. Til sidst blev hans tale utydelig og monoton. New York Times skrev om begivenheden, at Thurmond lige så godt kunne have læst op af en telefonbog. I alt varede forhandlingerne om loven 57 dage, hvor Senatet ikke kunne behandle andre sager. Thurmonds indsats var imidlertid spildt, idet loven blev vedtaget kort efter hans tale. Både denne tale og hans næsten 50 års medlemskab af Senatet har gjort ham til en legende.
Rekorden før Thurmond indehavedes af Wayne Morse, der holdt en 22 timer lang tale den 24. og 25. april 1953. Berømt er også Huey Pierce Longs 15 timer lange tale den 12. og 13. juni 1935, hvor han bl.a. fortalte om hans opskrift på stegte østers.. Robert Byrd holdt den 9. og 10. juni en 14 timer lang tale mod borgerretsloven. Den første lange filibuster siden indførelsen af live-udsendelse fra Senatet blev holdt af Alofone D'Amati den 5. oktober 1992 med en 15 timers tale og sang for at forhindre en skrivemaskinefabrik i at flytte fra hans hjemstat New York.
Filibustersikkert flertal
Et flertal på 60 senatorer kan afbryde en filibuster. Et så stort flertal er imidlertid sjældent at opnå, bl.a. fordi gruppedisciplinen i partierne sjældent er så stærk.
Ved indførelsen af reglen i 1975 om trefemtedeles flertal var der præcis et sådan filibustersikkert flertal. Den 94. kongres, som sammentrådte den 3. januar 1975, havde et demokratisk flertal på 60 pladser - en overgang endda 61 pladser. I den 95. kongres, der sad i perioden 1977 til 1979 var der også et flertal på 61 mandater, der dog den 8. november 1978 med valget af David Durenberger blev reduceret til 60 pladser. Flertallet blev tabt den 30. december 1978, da republikaneren Thad Cochran blev valgt ind i Senatet.
Fra 7. juli 2009 til 25. august 2009 blev flertallet nået igen, da demokraten Al Franken blev taget i ed. Han havde vundet valget den 4. november 2008 med et forspring på kun 312 stemmer foran modstanderen Norm Coleman. Men først efter flere omtællinger og en lang retssag blev hans sejr kundgjort af den højeste retsinstans i delstaten Minnesota den 30. juni 2009. Flertallet gik imidlertid tabt igen den 25. august 2009 med Edward Kennedys død.
Fra 24. september 2009 til 4. februar 2010 opstod flertallet igen, efter at Paul G. Kirk blev udnævnt som Kennedys efterfølger. Han opstillede imidlertid ikke til valget, og posten gik til republikaneren Scott Brown, der blev taget i ed den 4. februar. Dermed sluttede denne anden korte periode med filibustersikkert flertal i det amerikanske Senat.

## Andre lande

### Danmark
I det danske Folketing er en filibuster ikke mulig, idet Folketingets forretningsorden har et meget detaljeret sæt taletidsregler. Af Forretningsordenens bilag 1 fremgår disse regler. I forbindelse med fremsættelse af lovforslag har ordføreren for forslagsstillerne generelt 10 minutter i 1. runde og 5 minutters taletid i 2. runde i lovforslagets 3 grundlovspligtige behandlinger. Almindelige medlemmer har mellem 3 og 5 minutters taletid, mens ministrene generelt har 10 minutters taletid (dog 30 minutter 1. gang under 2. behandlingen af lovforslaget).
Formanden kan give medlemmer mulighed for at fremkomme med korte bemærkninger på op til 1 minuts varighed, og under særlige omstændigheder op til 3 minutter.
Endvidere fastsætter formanden for Folketinget de nærmere retningslinjer for den enkelte debat, ligesom formanden har mulighed at tillade afvigelse fra taletidsreglerne, "når omfanget af en sag gør dette påkrævet". Formanden har således ganske vide beføjelser for at styre taletiden i Folketinget.

### Tyskland
I Tyskland er det umuligt at gøre anvendelse af filibuster. I den tyske Forbundsdag er taletiden normalt begrænset til 15 minutter. Partikonstellationerne i Forbundsdagen deler endvidere taletiden efter en bestemt fordelingsnøgle, den såkaldte Berliner Stunde. Det giver CDU/CSU og SPD en taletid på hver 19 minutter, FDP har 8 minutter og Bündnis 90/Die Grünen har 7 minutters taletid. Denne regulering gør en filibuster umulig.
I Tysklands andetkammer Forbundsrådet er der normalt ingen taletidsbegrænsninger, men heller ikke her er filibuster normalt.
Historisk har man imidlertid anvendt filibuster i tysk parlamentarisme. Omkring år 1900 benyttede Socialdemokraterne metoden i Rigsdagen som obstruktion. Grunden var, at selvom Socialdemokraterne havde fået 27% af stemmerne, havde de på grund af store forskelle i valgkredsstørrelserne kun fået 14% af mandaterne. De benyttede derfor alle parlamentariske metoder for at forhindre hurtige beslutninger af det konservative flertal. Den længste tale blev i den sammenhæng holdt af cigaretfabrikant og SPD-medlem Otto Friedrich Antrick, der den 13. december 1902 holdt en 8 timer lang tale i Rigsdagen. Han skulle tale om toldtarifloven, men dybest set handlede det om at trække afstemningen om forhøjelse af korntolden ud. Hans fremgangsmåde var at gå hver eneste paragraf i lovforslaget igennem og derefter tale en halv time om hver bestemmelses indflydelse på erhvervslivet. 20 år senere indførte man i december 1922 en taletidsbegrænsning på en time i Rigsdagen.

### Frankrig
I Frankrig benytter man oftest en massiv fremsættelse af lovforslag som forhalingsteknik. Bemærkelsesværdige rekorder ligger her på 13.000 lovforslag fra UDF i forbindelse med den europæiske regionalreform i februar 2003. Dette blev kort efter overgået af koalitionen med det franske kommunistparti og socialistpartiet i forbindelse med fusionen af energiforsyningskoncernen GDF Suez, hvor koalitionen fremsatte 137.537 forslag. Det endte imidlertid med, at koalitionen trak forslagene tilbage.
Den franske forfatning giver regeringen nogen særlige muligheder for at forhindre en dødvande-situation, hvor parlamentet bliver handlingslammet. Artikel 49,3 giver regeringen mulighed for at vedtage et lovforslag uden afstemning medmindre et flertal fremsætter en mistillidserklæring mod regeringen. I 2008 blev denne mulighed dog begrænset til kun af kunne anvendes på budgetlove samt én gang i hver parlamentssamling (oktober til juni). En anden mulighed er anvendelsen af artikel 44,3, hvor regeringen kan gennemtrumfe, at alle lovforslag regeringen ikke har godkendt eller fremsat selv skal gennem en samlet afstemning. Denne regel har dog en mere begrænset effekt, fordi den kun undgår de mange afstemninger, men ikke selve debatten om forslagene.

### Canada
I Canada kan en filibuster gennemføres ved at fremsætte et stort antal ændringsforslag til et lovforslag, eller ved at udnytte taletidsreglerne i parlamentet. I 2011 skete der en sådan filibuster i Canadas underhus, i et forsøg på at forhindre vedtagelsen af et lovforslag, der ville tvinge lockoutede medarbejdere i Canadas postvæsen til at returnere til arbejdet. NDP stod i spidsen for en filibuster, der stod på i perioden 23. juni til 25. juni. Partiet mente at lovforslaget undergravede den kollektive forhandlingsret.
Underhuset skulle gå på sommerferie den 23. juni, men måtte holde længere åbent på grund af filibusteren. De 103 medlemmer af NDP skiftedes til at tale i de tilladte 20 minutter plus 10 minutters spørgsmål og kommentarer for at forsinke vedtagelsen. Parlamentsmedlemmerne har taleret hver gang der skal finde en afstemning sted, og loven krævede mange afstemninger. Lovforslaget gik imidlertid igennem, da det Konservative Parti havde flertal i parlamentet.

### Storbritannien
I det britiske parlament findes begrebet, at et lovforslag bliver talked out. I det britiske underhus må en tale gerne gå i detaljer, så længe den holder sig til emnet. Rekorden for en uafbrudt tale er på seks timer holdt af Henry Brougham i 1828. John Golding holdt i 1983 en tale, der inklusiv flere pauser varede 11 timer om en reform af British Telecom.
I 1874 begyndte Joseph Gillis Biggar at holde lange taler i Underhuset for at forsinke vedtagelsen af love under Irish coercion acts. Charles Steweart Parnell, der var en ung irsk nationalist i Underhuset, der i 1880 blev leder af Irish Parliamentary Party, deltog i handlingen for at få de liberale og konservative til at forhandle med ham og sit parti. Taktikken skulle vise sig at være effektiv, og det lykkedes Parnell at få parlamentet til at tage det irske spørgsmål seriøst.
En særlig taktik blev udnyttet af Andrew Dismore fra Labour Party den 2. december 2005. I forbindelse med behandlingen af et lovforslag om ændring af ejendomsrettens beskyttelse lod han sig afbryde af indsigelser fra parlamentsmedlemmer. Han kommenterede deres indsigelser, for derefter at vende tilbage til sin oprindelige tale. Dette tillod ham at trække sin tale om et forholdsvist lille emne ud i langdrag: hans talte varede 3 timer og 17 minutter.

### Østrig
I Østrigs nyere historie har bl.a. De Grønne forsøgt sig med filibuster. Det kendteste forsøg stammer fra den 11. marts 1993, hvor partiet i forbindelse med et forslag om at afskaffe mærkning af tropetræ holdt mange og lange taler. Samlingen varede 38 timer. Med 10 timer og 35 minutter den 11. og 12. marts havde Madeleine Petrovic i 17 år rekorden for den længste tale i Nationalrådet. Som efterspil blev der i 1996 besluttet en ny forretningsorden, som begrænsede taletiden ved plenarsamlinger til 20 minutter.
Det forhindrede imidlertid ikke nationalrådsmedlemmet Werner Kogler fra De Grønne i forbindelse med en debat i Finansudvalget om finansloven for 2011 den 16. og 17. december 2010 at trække vedtagelsen ud med en lang tale. Talen begyndte kl. 13.18 og varede 12 timer og 42 minutter til præcis kl. 2.00 om natten, og han sørgerde derfor for en ny rekord.

### Australien
I repræsentanternes hus i Australien og i Senatet  er taletiden strengt reguleret, og det er ikke muligt at benytte sig af filibuster.

### Japan
I Japan benytter man sig af en særlig teknik til at trække tiden i forbindelse med stemmeafgivelse ud. Der er ikke tale om en filibuster i egentlig forstand, men om en obstruktion i forbindelse med afstemningen. Ved afstemning kaldes det enkelte parlamentsmedlem til stemmeurnen. I den forbindelse rejser det enkelte medlem sig meget langsomt op, og går med demonstrativt små skridt hen til stemmeurnen. Hvor regeringspartierne kan afgive deres stemmer inden for 15 minutter, bruger oppositionen i forbindelse med obstruktionen omkring 1½ time. Denne adfærd kaldes på japansk at "indlægge ko-gang" (牛歩, ushi aruki eller gyūho).